# Rysäsaari (ö i Norra Karelen, Mellersta Karelen)
Rysäsaari är en ö i Finland. Den ligger i sjön Pyhäselkä och i kommunen Rääkkylä i den ekonomiska regionen  Mellersta Karelens ekonomiska region  och landskapet Norra Karelen, i den sydöstra delen av landet, 300 km nordost om huvudstaden Helsingfors. Öns area är 0,1 hektar och dess största längd är 50 meter i sydöst-nordvästlig riktning.